# Pseudobothrideres cinctus
Pseudobothrideres cinctus is een keversoort uit de familie knotshoutkevers (Bothrideridae). De wetenschappelijke naam van de soort werd in 1861 gepubliceerd door Xavier Montrouzier.